# Alaksandr Linnik
Alaksandr Linnik (biał. Аляксандр Ліннік, ur. 28 stycznia 1991) – białoruski lekkoatleta specjalizujący się w biegach płotkarskich i sprinterskich.
Brązowy medalista mistrzostw Europy juniorów w biegu na 110 metrów przez płotki (2009). W 2010 roku zdobył srebrny medal w biegu na 200 metrów podczas mistrzostw świata juniorów w Moncton. Reprezentant kraju podczas drużynowych mistrzostw Europy. Stawał na podium mistrzostw Białorusi w różnych kategoriach wiekowych. Uczestnik mistrzostw Europy w Amsterdamie (2016), w których nie awansował do finału biegu na 400 metrów.

## Osiągnięcia
| Rok  | Impreza                                 | Miejsce   | Konkurencja                | Lokata      | Wynik |
| ---- | --------------------------------------- | --------- | -------------------------- | ----------- | ----- |
| 2009 | I liga drużynowych mistrzostw Europy    | Bergen    | bieg na 200 m              | 6. miejsce  | 21,40 |
| 2009 | I liga drużynowych mistrzostw Europy    | Bergen    | sztafeta 4 × 100 m         | 10. miejsce | 40,85 |
| 2009 | Mistrzostwa Europy juniorów             | Nowy Sad  | bieg na 110 m przez płotki | 3. miejsce  | 13,41 |
| 2010 | Superliga drużynowych mistrzostw Europy | Bergen    | bieg na 100 m              | 6. miejsce  | 10,44 |
| 2010 | Superliga drużynowych mistrzostw Europy | Bergen    | bieg na 200 m              | 10. miejsce | 21,15 |
| 2010 | Superliga drużynowych mistrzostw Europy | Bergen    | sztafeta 4 × 100 m         | 10. miejsce | 40,71 |
| 2010 | Mistrzostwa świata juniorów             | Moncton   | bieg na 200 m              | 2. miejsce  | 20,89 |
| 2011 | Halowe mistrzostwa Europy               | Paryż     | bieg na 60 m               | półfinał    | 6,71  |
| 2011 | Superliga drużynowych mistrzostw Europy | Sztokholm | bieg na 200 m              | 3. miejsce  | 20,90 |
| 2011 | Młodzieżowe mistrzostwa Europy          | Ostrawa   | bieg na 200 m              | 5. miejsce  | 20,81 |
| 2013 | Superliga drużynowych mistrzostw Europy | Gateshead | bieg na 200 m              | 8. miejsce  | 21,05 |
| 2013 | Młodzieżowe mistrzostwa Europy          | Tampere   | bieg na 110 m przez płotki | 7. miejsce  | 13,82 |
| 2014 | Halowe mistrzostwa świata               | Sopot     | bieg na 60 m przez płotki  | eliminacje  | 7,79  |
| 2015 | Halowe mistrzostwa Europy               | Praga     | bieg na 400 m              | półfinał    | 46,78 |
| 2015 | Mistrzostwa świata                      | Pekin     | bieg na 400 m              | eliminacje  | 45,79 |
| 2016 | Mistrzostwa Europy                      | Amsterdam | bieg na 400 m              | półfinał    | 45,80 |

## Rekordy życiowe
- bieg na 100 metrów – 10,40 (21 maja 2011, Brześć) – rekord Białorusi w kategorii młodzieżowców
- bieg na 200 metrów – 20,64 (16 lipca 2011, Ostrawa) – rekord Białorusi w kategorii młodzieżowców
- bieg na 200 metrów (hala) – 21,14 (11 lutego 2012, Fayetteville) – rekord Białorusi w kategorii seniorów
- bieg na 400 metrów – 45,43 (20 czerwca 2015, Czeboksary) – rekord Białorusi w kategorii seniorów
- bieg na 400 metrów (hala) – 46,78 (6 marca 2015, Praga) – rekord Białorusi w kategorii seniorów
- bieg na 110 metrów przez płotki (99 cm) – 13,41 (25 lipca 2009, Nowy Sad) – rekord Białorusi w kategorii juniorów
- bieg na 60 metrów przez płotki – 7,88 (14 stycznia 2011, Mińsk) / 7,7h (17 stycznia 2013, Mińsk)